# Frederica de Schlieben
Frederica de Schlieben (en alemany Friederike Amalie von Schlieben) va néixer a Königsberg el 28 de febrer de 1757 i va morir a Slesvig el 17 de desembre de 1827. Era filla del comte Leopold Carles de Schlieben (1723-1788) i de Maria Elionor de Lehndorff (1723-1800). Era, doncs, comtessa de Schlieben i amb el seu matrimoni va esdevenir també duquessa de Slesvig.

## Matrimoni i fills
El 8 de març de 1780 es va casar a Königsberg amb el duc Frederic Carles de Schleswig-Holstein-Sonderburg-Beck (1757-1816), fill del príncep  Carles Anton (1727-1759) i de la comtessa Frederica de Dohna-Schlobitten (1738-1786). El matrimoni va tenir tres fills:
- Frederica (1780-1862), casada amb Samuel von Richthofen (1769-1808).
- Lluïsa (1783-1803), casada amb Frederic Ferran d'Anhalt-Köthen (1769-1830).
- Frederic Guillem (1785-1831), casat amb Lluïsa Carolina de Hessen-Kassel, pare del rei Cristià IX de Dinamarca.